# Бывшие посёлки городского типа Украины
В данной статье перечислены все посёлки городского типа Украины, существовавшие на её территории и на территории Украинской ССР (рабочие, курортные и дачные), потерявшие этот статус до 2024 года, когда все существовавшие в стране пгт были преобразованы в обычные посёлки.

## Автономная Республика Крым
1. Армянск — пгт с 1968 года. Преобразован в город в 1991 году.
2. Камышовая Бухта — пгт с 1961 года. Включён в черту города Севастополь в 1970-е годы.
3. Красноперекопск — пгт с 1938 года. Первоначально носил название Красноперекопский. Преобразован в город в 1966 году.
4. Саки — пгт с 1929 года. Преобразован в город в 1952 году.
5. Судак — пгт с 1929 года. Преобразован в город в 1982 году.
6. Чехово — пгт с 1957 года. Включён в черту города Ялта в 1973 году.
7. Щёлкино — пгт с 1982 года. Преобразован в город в 1992 году.

## Винницкая область
1. Бар — преобразован в город в 1938 году.
2. Бершадь — пгт с 1924 года. Преобразован в город в 1966 году.
3. Гнивань — пгт с 1938 года. Преобразован в город в 1981 году.
4. Ильинцы — пгт с 1925 года. Преобразован в город в 1986 году.
5. Казатин — преобразован в город в 1938 году.
6. Калиновка — пгт с 1938 года. Преобразован в город в 1979 году.
7. Ладыжин — пгт с 1968 года. Преобразован в город в 1973 году.
8. Липовец — пгт с 1925 года. Преобразован в город в 2001 году.
9. Немиров — пгт с 1924 года. Преобразован в город в 1985 году.
10. Погребище — пгт с 1938 года. Преобразован в город в 1984 году.
11. Хмельник — преобразован в город в 1957 году.
12. Шаргород — пгт с 1923 года. Преобразован в город в 1986 году.
13. Ямполь — пгт с 1924 года. Преобразован в город в 1985 году.

## Волынская область
1. Вересневое — пгт с 1958 года. Включён в черту города Луцк в 1980-е годы.
2. Киверцы — пгт с 1940-х годов. Преобразован в город в 1951 году.
3. Озютичи — пгт с 1940-х годов. Преобразован в сельский населённый пункт.
4. Порицк — пгт с 1940-х годов. Включён в черту села Павловка в 1951 году.
5. Рожище — пгт с 1940 года. Преобразован в город в 1989 году.
6. Седлище — пгт с 1940 года. Преобразован с сельский населённый пункт в 1941 году.

## Днепропетровская область
1. Апостолово — пгт с 1938 года. Преобразован в город в 1956 году.
2. Варваровка — пгт с 1957 года. Преобразован в сельский населённый пункт в 1970-е годы.
3. Весёлые Терны — пгт с 1956 года. Включён в черту города Кривой Рог 23 мая 1969 года.
4. Верхнеднепровск — преобразован в город в 1956 году.
5. Верховцево — пгт с 1938 года. Преобразован в город в 1956 году.
6. Вольногорск — пгт с 1950-х годов. Преобразован в город в 1964 году.
7. Девладово — пгт с 1957 года. Преобразован в сельский населённый пункт в 1960-е годы.
8. Елизарово — пгт с 1957 года. Преобразован в сельский населённый пункт в 1960-е годы.
9. Жданово — пгт с 1957 года. Преобразован в сельский населённый пункт в 1960-е годы.
10. Жёлтая Река — преобразован в город Жёлтые Воды в 1957 году.
11. Жёлтое — пгт с 1957 года. Преобразован в сельский населённый пункт в 1960-е годы.
12. Зализничное — пгт с 1957 года. Упразднён в 1997 году путём включения в состав города Кривой Рог.
13. Зеленодольск — пгт с 1962 года. Преобразован в город в 1993 году.
14. Зелёное — пгт с 1938 года. Включён в черту города Кривой Рог в 2002 году.
15. имени Карла Маркса — пгт с 1938 года. Включён в черту города Игрень в 1959 году. Сейчас — это часть города Днепропетровск.
16. Ингулец — пгт с 1938 года. Преобразован в город в 1956 году, а затем включён в состав города Кривой Рог 24 октября 2002 года.
17. Калинино — пгт с 1957 года. Упразднён в 1997 году путём включения в состав города Кривой Рог.
18. Каменское — пгт с 1959 года. Преобразован в сельский населённый пункт в 1960-е годы.
19. Коминтерн — преобразован в город Марганец в 1938 году.
20. Краснополье — пгт с 1938 года. Включён в черту города Днепропетровска в 1959 году.
21. Кулебовка — пгт с 1938 года. Включён в черту города Новомосковска в 1958 году.
22. Лоцманская Каменка — пгт с 1938 года. Включён в черту города Днепропетровска.
23. Лошкарёвка — пгт с 1957 года. Преобразован в сельский населённый пункт в 1960-е годы.
24. Мануйловка — пгт (раб. посёлок) с 1957 по 1965 годы.
25. Мирное — пгт с 1958 года. Преобразован в сельский населённый пункт в 1960-е годы.
26. Мировое — пгт с 1957 года. Преобразован в сельский населённый пункт в 1960-е годы.
27. Мировское — пгт с 1958 года. Упразднён в 1997 году путём включения в состав города Кривой Рог.
28. Одинковка — пгт с 1938 года. Включён в черту города Игрень в 1959 году.
29. Орджоникидзе — преобразован в город в 1956 году.
30. Павлоградские Хутора Первые — пгт с 1938 года. Включён в состав города Павлоград в 1950-е годы.
31. Перещепино — пгт с 1956 года. Преобразован в город в 2000 году.
32. Першотравневое — пгт с 1960 года, преобразован в город Першотравенск в 1966 году.
33. Подгородное — пгт с 1938 года. Преобразован в город в 1981 году.
34. Рахмановка — пгт с 1957 года. Упразднён в 1997 году путём включения в состав города Кривой Рог.
35. Синельниково — преобразован в город в 1938 году.
36. Суворово — пгт с 1957 года. Упразднён в 1997 году путём включения в состав города Кривой Рог.
37. Сухачёвка — пгт с 1938 года. Включён в черту города Днепропетровска.
38. Таромское — пгт с 1938 года. Включён в черту города Днепропетровска в 2001 году.
39. Токовское — пгт с 1958 года. Преобразован в сельский населённый пункт в 1960-е годы.
40. Фрунзенский — пгт с 1938 года. Включён в состав города Днепропетровск в 1950-е годы.
41. Чапли — пгт с 1959 года. Включён в состав города Днепропетровск в 1970-е годы.
42. Червоноармейское (Днепропетровск) — включён в черту города Игрень в 1959 году.

## Донецкая область
1. Авдеевка-Первая — пгт с 1938 года. Объединён с пгт Авдеевка-Вторая и преобразован в город Авдеевка в 1956 году.
2. Авдеевка-Вторая — пгт с 1938 года. Объединён с пгт Авдеевка-Первая и преобразован в город Авдеевка в 1956 году.
3. Авдотьино — пгт с 1938 года. Включён в состав города Сталино (Донецк) в 1959 году.
4. Александринка — пгт с 1938 года. Включён в состав города Докучаевск в 1960-е годы.
5. Александро-Григорьевка — пгт с 1938 года. Включён в состав городов Макеевка и Сталино в 1960 году.
6. Алексеево-Орловка — пгт с 1938 года. Включён в состав города Шахтёрск в 1962 году[1].
7. Банновский — пгт с 1938 года. Преобразован в город Славяногорск (ныне Святогорск) в 1964 году.
8. Белицкое — пгт с 1956 года. Преобразован в город в 1966 году.
9. Белозёрское — пгт с 1956 года. Преобразован в город в 1966 году.
10. Белокаменское — пгт с 1938 года. Включён в состав города Карло-Либкнехтовск (ныне Соледар) в 1965 году.
11. Будёновский — пгт с 1938 года. Включён в состав города Артёмовск в 1950-е годы.
12. Веровка — пгт с 1938 года. Включён в состав пгт Карло-Марксово.
13. Войково — пгт с 1938 года. Включён в состав города Макеевка в 1970-е годы.
14. Горловка — пгт с 1926 года. Преобразован в город в 1932 году
15. Гришино — пгт с 1926 года. Преобразован в город Красноармейск в 1938 году
16. Двуречье — пгт с 1964 года. Включён в черту города Соледара в 1999 году.
17. Дебальцево — пгт с 1924 года. Преобразован в город в 1938 году
18. Еленовские Карьеры — пгт с 1938 года. Преобразован в город Докучаевск в 1954 году.
19. Ждановка — пгт с 1956 года. реобразован в город в 1966 году.
20. Железная Балка — пгт с 1938 года. Включён в состав города Горловка в 1960 году.
21. Железное — пгт с 1938 года. Включён в состав пгт Новгородское.
22. Западно-Группский — пгт с 1938 года. Включён в состав города Чистяково (ныне Торез) в начале 1950-х.
23. Знаменка — пгт с 1958 года. Включён в состав пгт Черкасское Славянского района.
24. имени Димитрова — пгт с 1938 года. Преобразован в город Димитров (ныне Мирноград) и объединён с городом Новоэкономическое в 1970 году.
25. имени Карла Либкнехта — пгт с 1938 года. Преобразован в город Карло-Либкнехтовск (ныне Соледар) в 1965 году.
26. Каракубстрой — пгт с 1938 года. Преобразован в город Комсомольское в 1956 году.
27. Коммунар — присоединён к пгт Нижняя Крынка.
28. Кондратьевский — пгт с 1938 года. Включён в состав города Горловка в 1960-е годы.
29. Константиновка — пгт с 1925 года. Преобразован в город в 1932 году
30. Краматорская — пгт с 1925 года. Преобразован в город Краматорск в 1932 году
31. Красноармейский Рудник — пгт с 1938 года. Преобразован в город Доброполье в 1953 году.
32. Красный Октябрь — пгт с 1940 года[2], включён в черту города Енакиево в 1970-е годы.
33. Красный Профинтерн — пгт с 1940 года[2], включён в черту города Енакиево в 1970-е годы.
34. Кураховстрой — пгт с 1938 года. Преобразован в город Курахово.
35. Лесовка — преобразован в город Украинск в 1963 году.
36. Макеевка — пгт с 1938 года. Включён в состав города Макеевка в 1960-е годы.
37. Мало-Ильиновка — пгт с 1938 года. Включён в состав города Артёмовск в 1960-е годы
38. Мариуполь-Порт — включён в состав города Мариуполь в 1930-е годы
39. Марьинка — пгт с 1938 года. Преобразован в город в 1977 году.
40. Монахово — пгт с 1957 года. преобразован в сельский населённый пункт в 1960-е годы.
41. Николаевка — пгт с 1956 года. Преобразован в город в 2003 году.
42. Новоазовское — пгт с 1938 года. До 1959 года — Будённовка. Преобразован в город Новоазовск в 1966 году.
43. Ново-Войково — пгт с 1938 года. Включён в состав города Макеевка в 1950-е годы.
44. Ново-Марьевка — пгт с 1957 года. Преобразован в сельский населённый пункт в 1950-е годы.
45. Новые Терны — пгт с 1962 года. Включён в состав города Курахово в 1970-е годы.
46. Ольховчик (Ольховский) — пгт с 1938 года. Включён в состав города Шахтёрск в 1962 году[1].
47. Ореховский — пгт с 1938 года. Включён в состав города Снежное в 1960-е годы.
48. Политотдельский — пгт с 1938 года. Включён в состав города Снежное в 1962 году.
49. Ремовка — пгт с 1938 года. Включён в состав города Снежное в 1960-е годы.
50. Родинское — преобразован в город в 1962 году.
51. Роя — пгт с 1957 года. Включён в состав города Курахово в 1960-е годы.
52. Румянцево — пг тс 1938 года. Включён в состав города Горловка в 1958 году.
53. Светлодарское — пгт с 1970 года. Преобразован в город Светлодарск в 1992 году.
54. Соль — пгт с 1957 года. Включён в состав города Соледар в 1999 году.
55. Софье-Кондратьевка — пгт с 1938 года. Включён в состав пгт Карло-Марксово.
56. Строитель — пгт с 1957 года. Преобразован в сельский населённый пункт Строитель
57. Тимирязевское — включён в состав города Снежное в 1962 году.
58. Угледар — пгт с 1969 года. Преобразован в город в 1989 году.
59. Хацапетовка — преобразован в город Углегорск в 1958 году.
60. Холодная Балка — пгт с 1938 года. Включён в состав города Макеевка в 1970-е годы.
61. Черевковка — пгт с 1938 года. Включён в состав города Славянск в 1960-е годы.
62. шахты № 19 — пгт с 1938 года. Включён в состав города Снежное в 1950-е годы.
63. Юнокоммунарское — пгт с 1940 года. Преобразован в город Юнокоммунаровск в 1965 году.
64. Яма — пгт с 1938 года. Преобразован в город Яма в 1961 году (с 1973 года — Северск).

## Житомирская область
1. Андрушёвка — пгт с 1938 года. Преобразован в город в 1974 году.
2. Барановка — пгт с 1938 года. Преобразован в город в 2001 году.
3. Броницкая Гута — пгт с 1938 года. Преобразован в село в 1997 году.
4. Коростышев — преобразован в город в 1938 году.
5. Крошня — пгт с 1958 года. Включён в черту города Житомира в 1971 году.
6. Малин — преобразован в город в 1938 году.
7. Олевск — пгт с 1924 года. Преобразован в город в 2003 году.
8. Соколова Гора — пгт с 1958 года. Включён в черту города Житомира в 1970-е годы.
9. Чуднов — пгт с 1924 года. Преобразован в город в 2012 году.

## Закарпатская область
1. Богдан — пгт с 1971 года. Преобразован в село в 1992 году.
2. Долгое — пгт с 1971 года. Преобразован в село.
3. Ильница — пгт с 1971 года. Преобразован в село.
4. Иршава — пгт с 1947 года. Преобразован в город в 1982 году.
5. Колочава — пгт с 1976 года. Преобразован в село.
6. Майдан — пгт с 1976 года. Преобразован в село.
7. Нижние Ворота — пгт с 1971 года. Преобразован в село.
8. Перечин — пгт с 1947 года. Преобразован в город в 2004 году.
9. Поляна — пгт с 1971 года. Преобразован в село.
10. Рахов — преобразован в город в 1958 году.
11. Турьи Реметы — пгт с 1971 года. Преобразован в село в 1993 году.
12. Тячев — преобразован в город в 1961 году.

## Запорожская область
1. Васильевка — пгт с 1938 года. Преобразован в город в 1957 году.
2. Великий Токмак — преобразован в город Токмак в 1938 году
3. Верхняя Хортица — пгт с 1945 года. Включён в черту города Запорожье в 1960-е годы.
4. Днепрорудное — пгт с 1963 года. Преобразован в город в 1970 году.
5. Каменка-Днепровская — пгт с 1938 года. Преобразован в город в 1957 году.
6. Ногайск — пгт с 1938 года. С 1964 года Приморское. Преобразован в город Приморск в 1967 году
7. Орехов — преобразован в город Орехов в 1938 году
8. Тепличное — включён в состав города Запорожье в 2009 году.
9. Червоноармейское — пгт с 1938 года. Преобразован в город Вольнянск в 1966 году.
10. Шевченково Второе — пгт с 1938 года. Включён в состав города Пологи в 1966 году.
11. Энергодар — пгт с 1970-х годов. Преобразован в город в 1985 году.

## Ивано-Франковская область
1. Бурштын — пгт с 1940 года. Преобразован в город в 1993 году.
2. Космач — пгт с 1940-х годов. Преобразован в село.
3. Тысменица — пгт с 1940 года. Преобразован в город в 1986 году.
4. Яремча — преобразован в город в 1963 году.

## Киевская область
1. Березань — пгт с 1957 года. Преобразован в город Березань в 1981 году.
2. Беличи — пгт с 1938 года. Включён в состав города Киев в 1966 году
3. Богуслав— преобразован в город Богуслав 1938 году.
4. Боярка-Будаевка — пгт с 1938 года. Преобразован в город Боярка в 1956 году.
5. Борисполь — преобразован в город Борисполь в 1956 году.
6. Бровары — пгт с 1938 года. Преобразован в город Бровары в 1955 году.
7. Буча — пгт с 1938 года. Преобразован в город Буча в 2007 году.
8. Васильков — преобразован в город Васильков в 1938 году.
9. Вильча — пгт с 1958 года. отселён в 1993 году в связи с Чернобыльской катастрофой
10. Ирпень — пгт с 1938 года. Преобразован в город в 1956 году.
11. Кагановичи Первые — пгт с 1938 года. С 1957 года Полесское. Отселён в 1999 году в связи с Чернобыльской катастрофой
12. Кагарлык — пгт с 1956 года. Преобразован в город Кагарлык в 1971 году.
13. Лисняки — пгт с 1938 года. Включён в состав города Яготин в 1957 году.
14. Мироновка — пгт с 1938 года. Преобразован в город Мироновка в 1968 году.
15. Обухов — пгт с 1958 года. Преобразован в город Обухов в 1979 году.
16. Осокорки — пгт с 1984 года. Включён в состав города Киев в 1989 году.
17. Припять — основан в 1970 году. Преобразован в город Припять в 1979 году. Отселён в 1986 году в связи с Чернобыльской катастрофой
18. Пуща-Водица — пгт с 1981 года. Включён в состав города Киев в 2001 году.
19. Ржищев — пгт с 1938 года. Преобразован в город Ржищев в 1995 году
20. Сквира — преобразован в город Сквира в 1938 году.
21. Тараща — преобразован в город Тараща в 1957 году.
22. Тетиев — пгт с 1956 года. Преобразован в город Тетиев в 1968 году.
23. Узин — пгт с 1956 года. Преобразован в город Узин в 1971 году.
24. Украинка — преобразован в город Украинка в 1979 году
25. Фастов — преобразован в город Фастов в 1938 году.
26. Чернобыль — преобразован в город Чернобыль в 1941 году. Отселён в 1986 году в связи с Чернобыльской катастрофой
27. Яготин — пгт с 1938 года. Преобразован в город Яготин в 1957 году.

## Кировоградская область
1. Бобринец — преобразован в город в 1938 году.
2. Гайворон — пгт с 1938 года. Преобразован в город в 1949 году.
3. Златополь — включён в состав города Новомиргород в 1960 году.
4. Лелековка — пгт с 1938 года. Включён в состав города Кировоград
5. Малая Виска — пгт с 1938 года. Преобразован в город в 1957 году.
6. Новая Жизнь — пгт с 1959 года. Объединён с посёлком станции Пантаевка и получил статус пгт Пантаевка в 1960 году
7. Ново-Георгиевск — преобразован в город в 1938 году, который затоплен в 1961 году при строительстве Кременчугской ГЭС
8. Новомиргород — преобразован в город в 1960 году.
9. Ново-Украинка — преобразован в город в 1938 году.
10. Октябрьское — пгт с 1949 года. Включён в состав города Александрия
11. Помошная — пгт с 1938 года. Преобразован в город в 1957 году.
12. Ульяновка — пгт с 1938 года. Преобразован в город в 1974 году.
13. Хрущёв — преобразован в город в 1961 году (Кремгэс в 1962—1969 годах; Светловодск с 1969 года).
14. Шевченково — пгт с 1938 года. В 1944 переименован в Долинская. Преобразован в город Долинская в 1957 году.
15. Шестаковка — пгт с 1958 года. Преобразован в село[источник не указан 229 дней].

## Луганская область
1. Александровка — пгт с 1938 года. Преобразован в город Александровск в 1961 году
2. Алмазная — преобразован в город Алмазная в 1977 году
3. Артёмовск — пгт с 1938 года. Преобразован в город в 1961 году
4. Брянский — был пгт в 1940-х
5. Вахрушево — ранее назывался посёлком шахты № 5 бис. Объединён вместе с посёлками Нижняя Ивановка и Краснощёковский и преобразован в город Вахрушево в 1963 году
6. Верхне-Дуванный — пгт с 1938 года. Включён в состав города Краснодон в 1962 году.
7. Голубовка — был пгт в 1940-х
8. Журавлёвка — включён в состав посёлка Ивановка в 1960-е годы.
9. Замковка — включён в состав города Брянка в 1960-е годы.
10. Казабелло-Алмазнянка — пгт с 1938 года. Включён в состав города Ровеньки в 1960-е годы.
11. Краснопартизанский — преобразован в город Червонопартизанск в 1960 году.
12. Красный Яр — пгт с 1938 года. Включён в состав города Луганск в 1950-е годы.
13. Краснополье — включён в состав города Брянка в 1962 году.
14. Краснощёковский — объединён вместе с посёлками Нижняя Ивановка и Вахрушево (посёлок шахты № 5 бис) и преобразован в город Вахрушево в 1963 году
15. Красный Луч — преобразован в город Красный Луч в 1932 году
16. Кременная — пгт с 1934 по 1938
17. Криворожье — включён в состав города Брянка в 1962 году
18. Лисичанск — преобразован в город Лисичанск в 1932 году
19. Лисхимстрой — пгт с 1938 года. С 1950 — Северодонецк, преобразован в город Северодонецк в 1958 году
20. Лозовая Павловка — включён в состав города Кадиевка в 1940-х годах, а затем, после разделения Кадиевки на отдельные населённые пункты в 1962 году оказался в составе города Брянка.
21. Лутугино — пгт с 1938 года. Преобразован в город в 1960 году.
22. Молодогвардейский — пгт с 1960. Преобразован в город Молодогвардейск в 1961 году.
23. Николаевка — преобразован в сельский посёлок Николаевка в 1960-е годы.
24. Нижняя Ивановка — объединён вместе с посёлками Краснощёковский и Вахрушево (посёлок шахты № 5 бис) и преобразован в город Вахрушево в 1963 году.
25. Ново-Дружеское — пгт с 1938 года. Преобразован в город Новодружеск в 1963 году
26. Ново-Павловка — пгт с 1938 года. Включён в состав города Красный Луч в 1960-е годы.
27. Еленовка — пгт с 1938 года. Преобразован в город Зоринск в 1963 году
28. Ольховка — пгт с 1938 года. Включён в состав посёлка Успенка в 1960-е годы.
29. Первомайка — пгт с 1938 года. Включён в состав города Краснодон в 1962 году.
30. Петрово-Красноселье — пгт с 1938 года. Включён в состав города Петровское в 1960-е годы.
31. Петро-Голенищево — пгт с 1938 года. Позднее назывался Долиновское. Включён в состав посёлка Калиново в 1970-е годы
32. Попасная — преобразован в город имени Кагановича (ныне Попасная) в 1938 году
33. Приволье — пгт с 1938 года. Преобразован в город в 1963 году
34. Привольнянский — включён в состав посёлка Камышеваха в 1960-е годы.
35. Сабовка — включён в состав города Брянка в 1962 году.
36. Счастье- преобразован в город Счастье в 1963 году
37. Центрально-Боковский — пгт с 1938 года. Включён в состав города Антрацит в 1962 году.
38. Черкасское — пгт с 1938 года. Преобразован в город Зимогорье в 1961 году
39. шахты № 7/7 — позднее назывался Рудничное. Включён в состав города Антрацит в 1962 году.
40. шахты № 7/8 — включён в состав города Вахрушево в 1950-е годы.
41. шахты № 8/9 — позднее назывался Шахтёрский. Включён в состав города Антрацит в 1962 году.
42. Штергрэс — пгт с 1938 года. Преобразован в город Миусинск в 1965 году
43. Штеровского завода им. Петровского — пгт с 1938 года. Преобразован в город Петровское в 1963 году

## Львовская область
1. Глиняны — пгт с 1940 года. Преобразован в город Глиняны в 1993 году
2. Моршин — пгт с 1948 года. Преобразован в город Моршин в 1996 году
3. Новый Роздол — пгт с 1959 года. Преобразован в город Новый Роздол в 1965 году
4. Новояворовское — преобразован в город Новояворовск в 1986 году
5. Пустомыты — пгт с 1958 года. Преобразован в город Пустомыты в 1988 году
6. Сасов — преобразован в сельский населённый пункт Сасов в 1957 году
7. Сосновка — пгт с 1957 года. Преобразован в город Сосновка в 1968 году
8. Стебник — пгт с 1948 года. Преобразован в город Стебник в 1978 году
9. Трускавец — преобразован в город Трускавец в 1948 году.
10. Угнев — преобразован в город в 1951 году.

## Николаевская область
1. Баштанка — пгт с 1963 года. Преобразован в город в 1987 году
2. Варваровка — включён в состав города Николаев в 1961 году
3. Великая Корениха — пгт с 1949 года. Включён в состав города Николаев в 1996 году
4. Вознесенск— преобразован в город в 1938 году
5. Жовтневое — пгт с 1938 года. Включён в состав города Николаев в 1973 году. До этого, с 1961 года имел статус города.
6. Новая Одесса — пгт с 1956 года. Преобразован в город в 1976 году
7. Новый Буг — преобразован в город в 1961 году
8. Очаков — преобразован в город в 1938 году
9. Снигирёвка — преобразован в город в 1961 году
10. Терновка — пгт с 1949 года. Включён в состав города Николаев.
11. Широкая Балка — пгт с 1938 года. Включён в состав города Николаев в 1973 году

## Одесская область
1. Ананьев — ныне это город. Является городом с 1834 года, но, некоторое время был посёлком городского типа после ликвидации Молдавской АССР в 1940 году. С 1941 года вновь город.
2. Арциз — преобразован в город в 1963 году
3. Берёзовка — преобразован в город в 1962 году
4. Беляевка — пгт с 1957 года. Преобразован в город в 1979 году
5. Бирзула — пгт с 1924 года. В 1935 году переименован в Котовск, а в 1938 году преобразован в город
6. Ильичёвск — пгт с 1952 года. Преобразован в город в 1973 году
7. Кодыма — пгт с 1938 года. Преобразован в город в 1979 году
8. Раздельная — пгт с 1938 года. Преобразован в город в 1957 году
9. Татарбунары — пгт с 1957 года. Преобразован в город в 1978 году
10. Теплодар — пгт с 1983 года. Преобразован в город в 1997 году
11. Южное — пгт с 1978 года. Преобразован в город Южный в 1993 году

## Полтавская область
1. Великая Кохновка — пгт с 1957 года. Включён в состав города Кременчуг в 1970-е годы
2. Глобино — пгт с 1957 года. Преобразован в город в 1976 году
3. Гребёнка — преобразован в город в 1959 году
4. Карловка — пгт с 1938 года. Преобразован в город в 1957 году
5. Комсомольское — пгт с 1961 года. Преобразован в город Комсомольск в 1972 году
6. Крюков — пгт с 1924 года. В 1928 году включён в состав Кременчуга
7. Решетиловка — пгт с 1938 года. Преобразован в город в 2017 году
8. Сталинка — пгт с 1938 года. В 1961 году переименован в Червонозаводское. Преобразован в город Червонозаводское в 1977 году.

## Ровенская область
1. Березно — пгт с 1957 года. Преобразован в город в 2000 году
2. Кузнецовск — преобразован в город в 1984 году
3. Моквин — пгт с 1959 года. Позднее назывался Першотравневое. Преобразован в село Моквин в 1990 году

## Сумская область
1. Бурынь — преобразован в город Бурынь в 1964 году
2. Ворожба — преобразован в город в 1959 году
3. Засулье — включён в состав города Ромны в 1959 году
4. Михайловский Хутор — пгт с 1938 года. Преобразован в город Дружба в 1962 году
5. Новые Басы — пгт с 1960 года. Включён в состав города Сумы в 1970-е годы
6. Середина-Буда — преобразован в город в 1964 году
7. Солнечное — пгт с 1984 года. Преобразован в село в 1991 году
8. Тростянец — преобразован в город в 1940 году

## Тернопольская область
1. Великий Глубочек — пгт с 1984 года. Преобразован в село Великий Глубочек в 1989 году
2. Золотники — пгт с 1984 года. Преобразован в село Золотники в 1991 году
3. Лановцы — пгт с 1956 года. Преобразован в город Лановцы в 2001 году
4. Монастыриска — преобразован в город Монастыриска в 1941 году
5. Почаев — пгт с 1958 года. Преобразован в город Почаев в 1978 году
6. Хоростков — пгт с 1958 года. Преобразован в город Хоростков в 1977 году
7. Шумское — пгт с 1960 года. Преобразован в город Шумск в 1999 году

## Харьковская область
1. Андреевка Вторая — пгт с 1938 года. Вместе с посёлком Андреевка Первая объединились в нынешний пгт Андреевка в 1959 году
2. Валки— преобразован в город в 1938 году
3. Великая Даниловка — включён в состав города Харьков в 1963 году
4. Гавриловка — пгт с 1938 года. Включён в состав посёлка Солоницевка в 1974 году
5. Дергачи — пгт с 1938 года. Преобразован в город в 1977 году
6. Жихор — пгт с 1938 года. Включён в состав города Харьков в 1963 году
7. Замостье — пгт с 1938 года. Включён в состав города Змиёв в 1948 году
8. Змиёв — преобразован в город в 1948 году
9. Комаровка — пгт с 1938 года. Включён в состав города Пивденное в 1963 году
10. Константиновка — пгт с 1938 года. Преобразован в сельский пункт в 2021 году
11. Лагери — пгт с 1938 года. Включён в состав города Балаклея в 1959 году
12. Лиман — пгт с 1958 года. Преобразован в сельский пункт в 1991 году
13. Лозовая — преобразован в город в 1939 году
14. Люботин — преобразован в город в 1937 году
15. Мерефа — преобразован в город в 1938 году
16. Первомайский — пгт с 1957 года. Преобразован в город в 1991 году
17. Пивденный — пгт с 1938 года. Преобразован в город Пивденное в 1963 году
18. Полевая — пгт с 1938 года. Преобразован в сельский пункт в 1991 году
19. Чугуев — преобразован в город в 1938 году
20. Слобожанское — преобразован в в город Слобожанск в мае 2024 года

## Херсонская область
1. Берислав — преобразован в город Берислав в 1938 году
2. Геническ — преобразован в город Геническ в 1938 году
3. Голая Пристань — пгт с 1938 года. Преобразован в город Голая Пристань в 1958 году
4. Каховка — преобразован в город Каховка в 1938 году
5. Скадовск — преобразован в город Скадовск в 1961 году
6. Цюрупинск — пгт с 1938 года. Преобразован в город Цюрупинск в 1956 году

## Хмельницкая область
1. Волочиск — пгт с 1956 года. Преобразован в город Волочиск в 1970 году
2. Городок — пгт с 1938 года. Преобразован в город Городок в 1957 году
3. Деражня — пгт с 1924 года. Преобразован в город Деражня в 1987 году
4. Дунаевцы — преобразован в город Дунаевцы в 1958 году
5. Красилов — преобразован в город Красилов в 1964 году
6. Славута — преобразован в город Славута в 1938 году

## Черкасская область
1. Звенигородка — преобразован в город в 1938 году
2. Канев — преобразован в город в 1941 году
3. Корсунь-Шевченковский — преобразован в город в 1938 году
4. Мокрая Калигорка — пгт с 1965 года. Преобразован в село в 1990 году
5. Монастырище — пгт с 1957 года. Преобразован в город в 1985 году
6. Ротмистровка — пгт с 1965 года. Преобразован в село в 1990 году
7. Русская Поляна — пгт с 1965 года. Преобразован в село в 1990 году
8. Тальное — преобразован в город в 1938 году
9. Христиновка — пгт с 1938 года. Преобразован в город в 1954 году
10. Чигирин — пгт с 1938 года. Преобразован в город в 1954 году
11. Шпола — преобразован в город в 1938 году
12. Шрамковка — пгт с 1956 года. Преобразован в село в 2017 году
13. Юрковка — пгт с 1965 года. Преобразован в село в 1990 году

## Черниговская область
1. Батурин — пгт с 1960 года. Преобразован в город в 2008 году
2. Бахмач — преобразован в город в 1938 году
3. Бобровица — пгт с 1938 года. Преобразован в город в 1958 году
4. Борзна — пгт с 1924 года. Преобразован в город в 1966 году
5. Вертиевка — пгт с 1978 года. Преобразован в село в 1989 году
6. Городня — преобразован в город в 1957 году
7. Западный — пгт с 1959 года. Включён в состав города Чернигов в 1973 году
8. Ичня — преобразован в город в 1957 году
9. Корюковка — преобразован в город в 1958 году
10. Мена — пгт с 1924 года. Преобразован в город в 1966 году
11. Новый Быков — пгт с 1964 года. Преобразован в село в 1995 году
12. Остёр — преобразован в город в 1961 году
13. Семёновка — преобразован в город в 1958 году

## Черновицкая область
1. Ленковцы — пгт с 1959 года. Включён в состав города Черновцы в 1965 году
2. Новоднестровск — пгт с 1975 года. Преобразован в город Новоднестровск в 1993 году
3. Садгора — преобразован в город в 1959 году. В 1965 году включён в черту города Черновцы

## Дополнительно
В период с 1924 по 1940 год в составе Украины пребывала Молдавская АССР. На её территории находились также посёлки, которые ныне находятся в составе Молдовы:
1. Григориополь
2. Дубоссары
3. Каменка

С 1939 по 1945 год в составе Украины находились районы, ныне, находящиеся в составе Польши. На этой территории были следующие пгт:
1. Олешицы
2. Сенява